# West Mansfield
West Mansfield – wieś w Stanach Zjednoczonych, w stanie Ohio, w hrabstwie Logan.